# River (PERSONZの曲)
『River』（リバー）は、日本のロックバンド、PERSONZの17枚目のシングルである。

## 収録曲
1. River
（作詞：JILL / 作曲：渡邉貢）
2. 水に映った月 (Heavy Moon Take)
（作詞：JILL / 作曲：渡邉貢）

## 品番
CDS: TODT-5114